# 共产主义工人团体
共产主义工人团体（英語：Communist Workers' Group，缩写为CWG）是新西兰的一个托洛茨基主义组织。1994年，争取革命共产主义国际运动分支“新西兰共产主义左翼”的创始成员反对争取革命共产主义国际运动在北约轰炸塞尔维亚事件中采取“双重反对”立场，这导致了新西兰共产主义左翼的分裂，一些成员另行成立了共产主义工人团体。